# جایزه بزرگ فرانسه ۱۹۷۶
جایزه بزرگ فرانسه ۱۹۷۶ (انگلیسی: ‎1976 French Grand Prix‎) یک مسابقهٔ موتوری در رشتهٔ اتومبیل‌رانی فرمول یک بود که در تاریخ ۴ ژوئیهٔ ۱۹۷۶ در پیست پل ریکارد واقع در لا کاستلت، ور، فرانسه برگزار شد. این گراند پری در میان ۱۶ گراند پری در فصل ۱۹۷۶، مسابقهٔ شمارهٔ ۸ بود.
در این مسابقه که در ۵۴ دور و به مسافت ۳۱۳٫۶۸۶ کیلومتر (۱۹۴٫۹۱۵ مایل) برگزار شد، پول پوزیشن توسط جیمز هانت کسب شد و سریع‌ترین زمان برای طی یک دور پیست که برابر با ۱:۵۱٫۰ بود نیز توسط نیکی لائودا به ثبت رسید.
جیمز هانت از تیم مک‌لارن-فورد، پاتریک دیپلر از تیم تایرل-فورد و جان واتسون از تیم پنسکی-فورد به‌ترتیب مقام‌های اول تا سوم مسابقه را کسب کردند.

## رده‌بندی قهرمانی پس از مسابقه
| جایگاه | راننده       | امتیاز |
| ------ | ------------ | ------ |
| ۱      | نیکی لائودا  | ۵۵     |
| ۲      | پاتریک دیپلر | ۲۶     |
| ۳      | جودی شکتر    | ۲۴     |
| ۴      | جیمز هانت    | ۱۷     |
| ۵      | کلی رگاتزونی | ۱۶     |
| منبع:  |              |        |

| جایگاه | سازنده      | امتیاز |
| ------ | ----------- | ------ |
| ۱      | فراری       | ۵۸     |
| ۲      | تایرل-فورد  | ۳۷     |
| ۳      | مک‌لارن-فورد | ۲۳     |
| ۴      | لیجیه-ماترا | ۱۰     |
| ۵      | لوتوس-فورد  | ۸      |
| منبع:  |             |        |

یادداشت
- تنها پنج جایگاه نخست از هر رده‌بندی نمایش داده شده‌است.